# Czarnowąsy
Czarnowąsy is een plaats in het Poolse district Opolski (Opole), woiwodschap Opole. De plaats maakt deel uit van de gemeente Dobrzeń Wielki en telt 3500 inwoners.

## Verkeer en vervoer

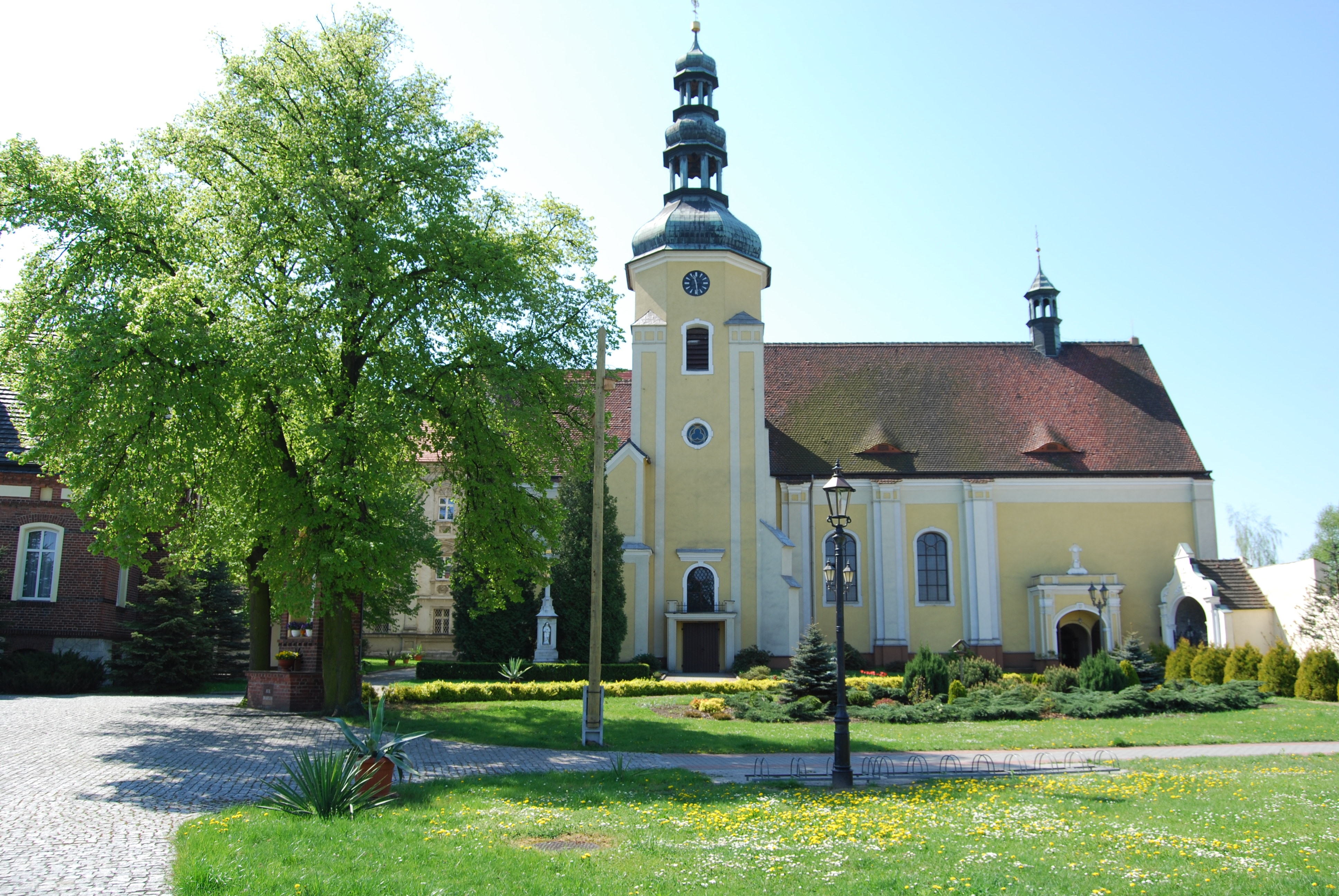
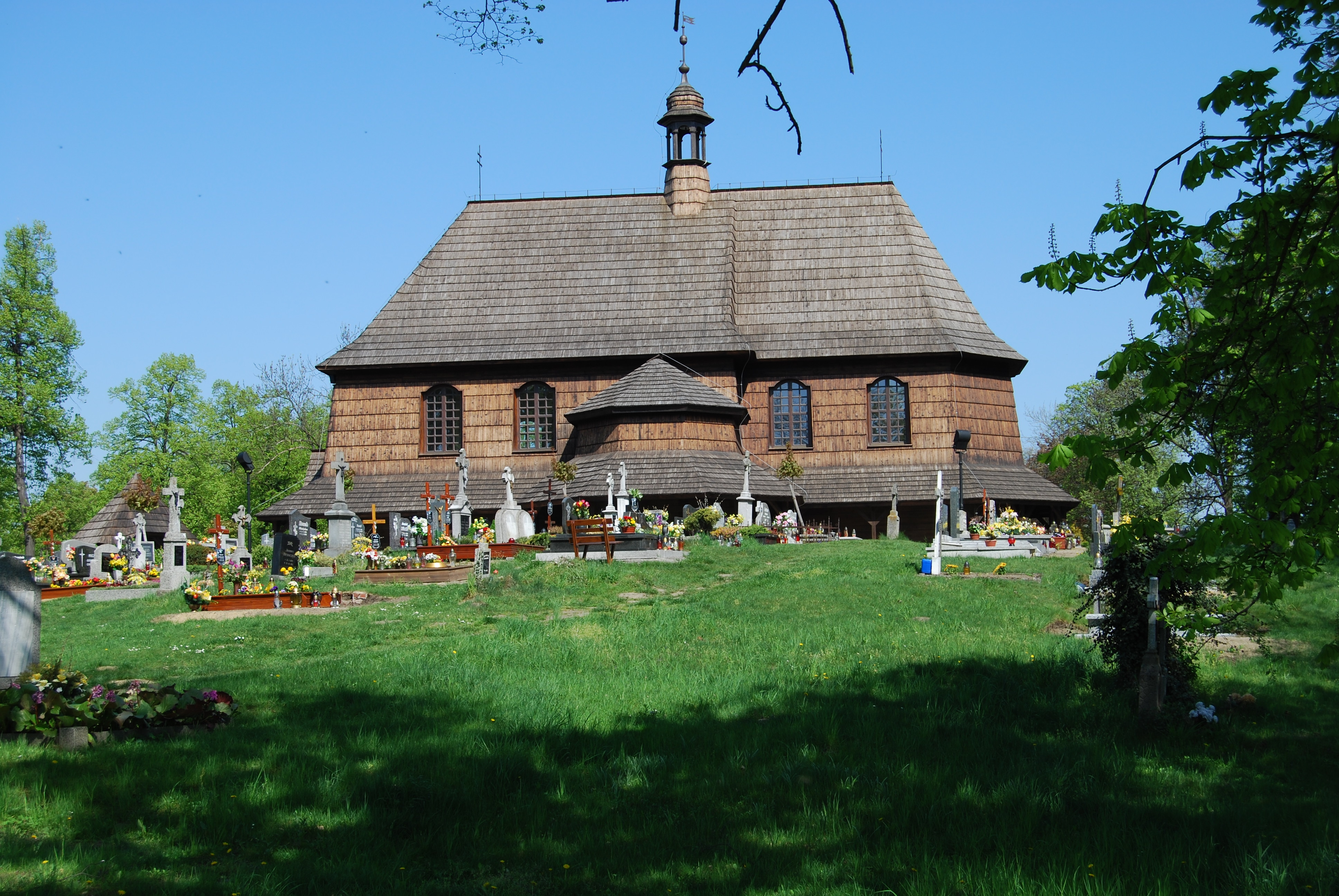
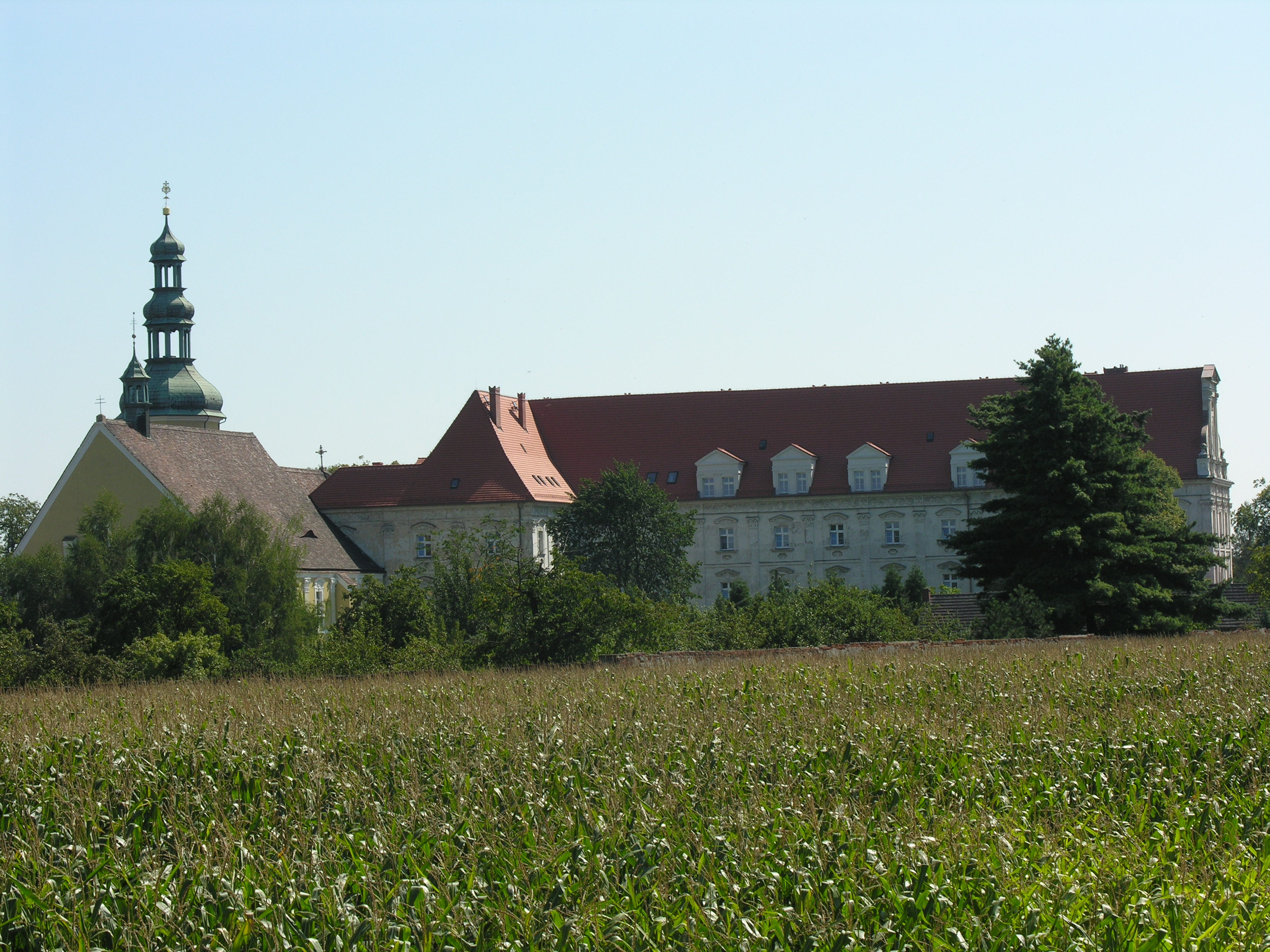
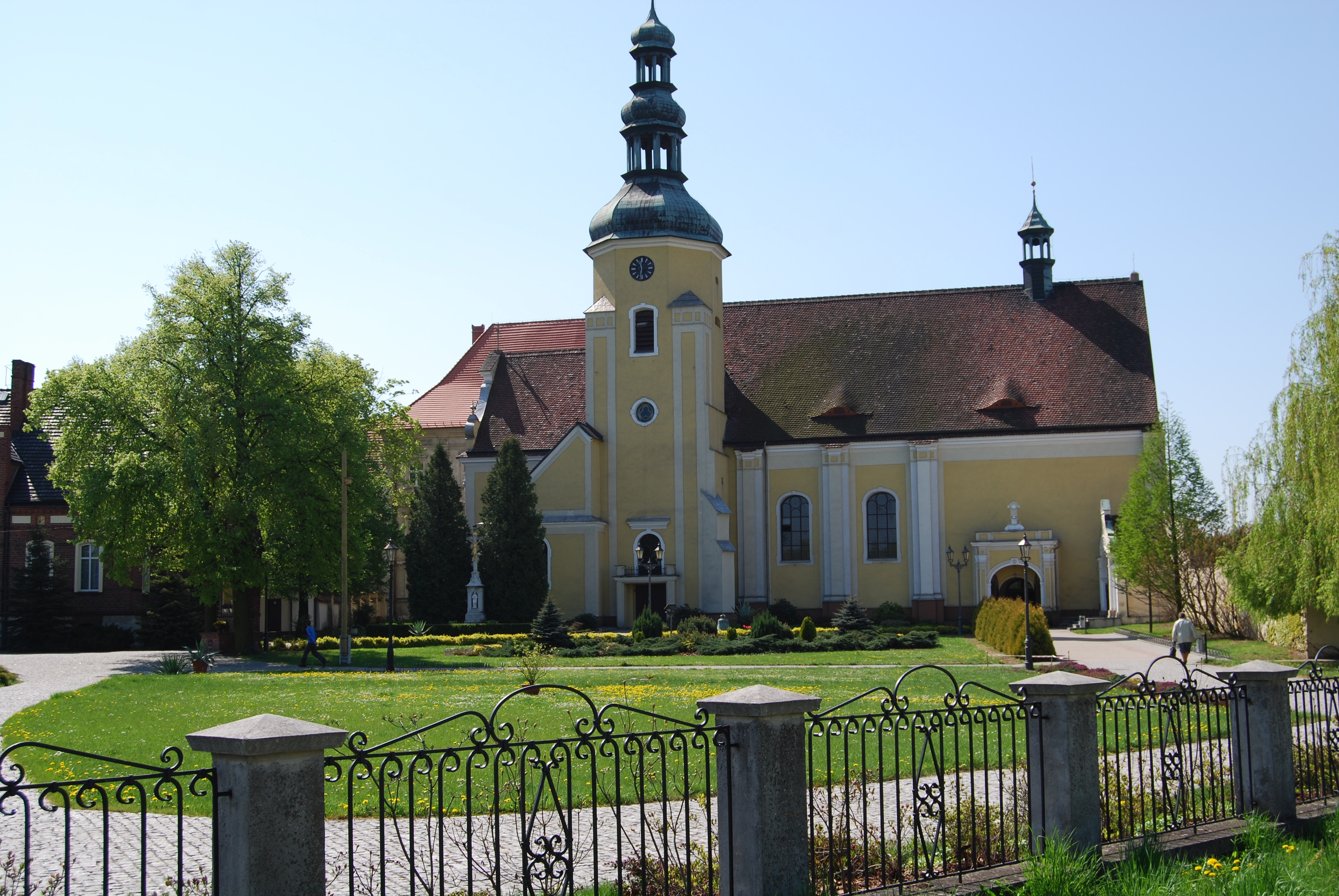
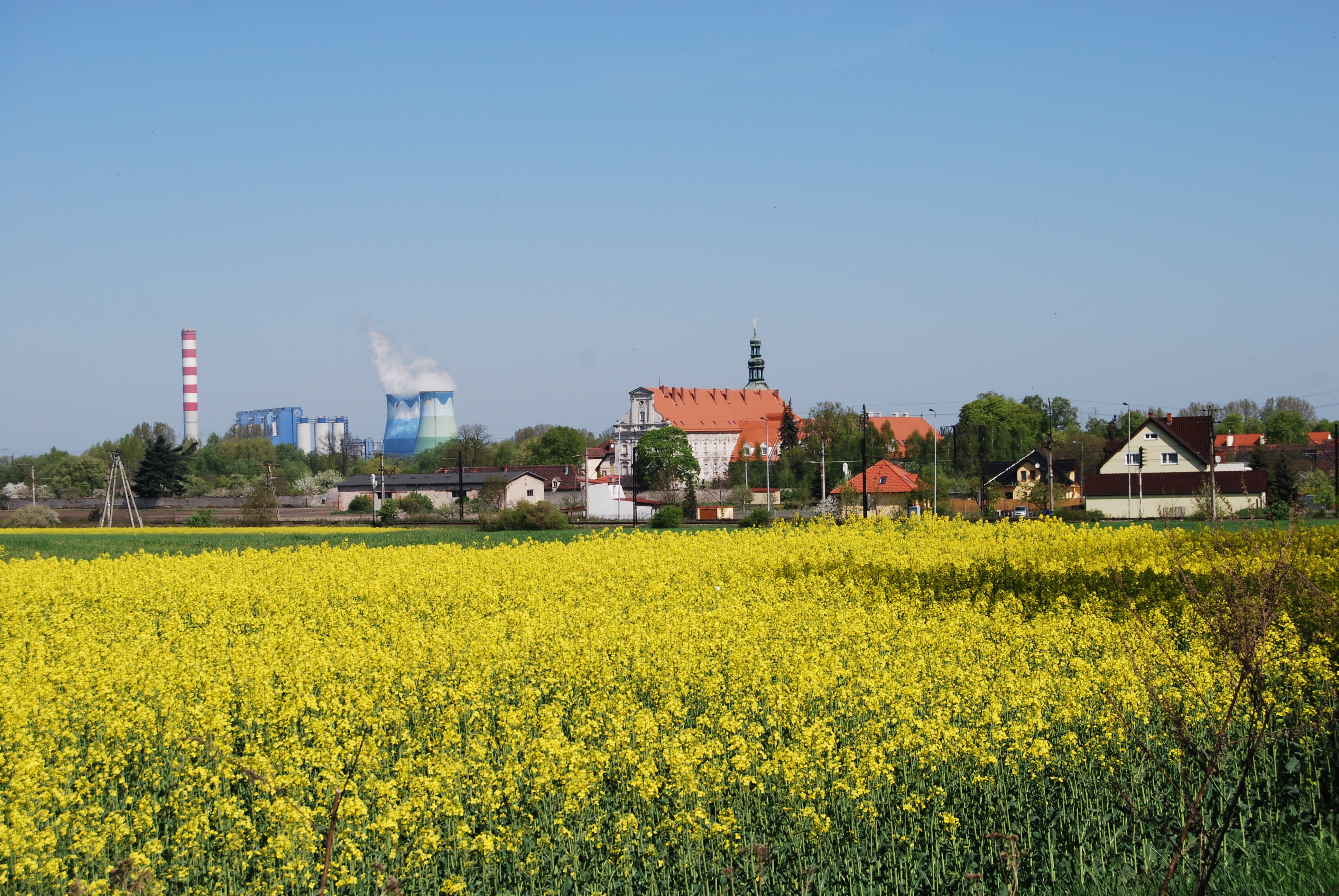
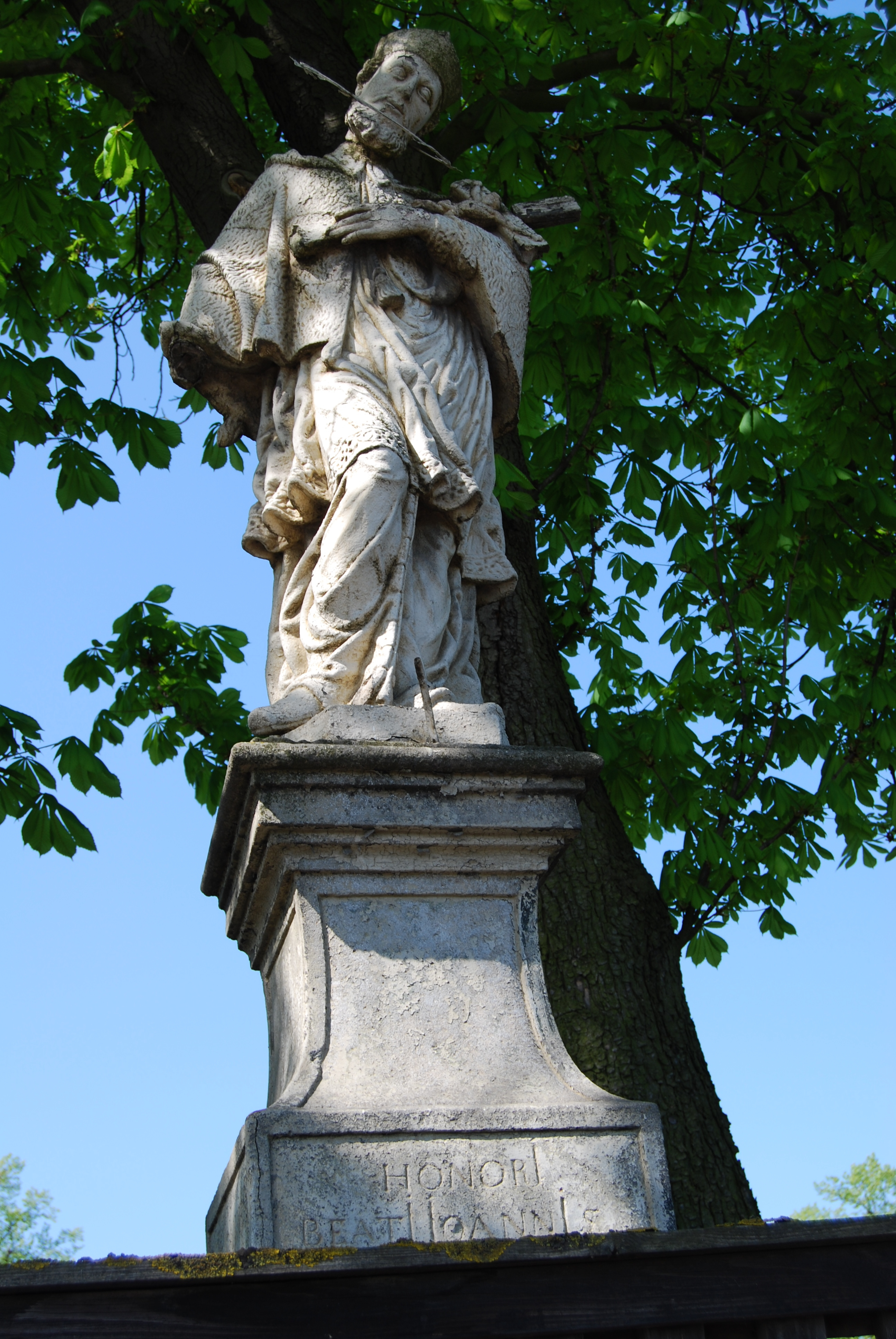
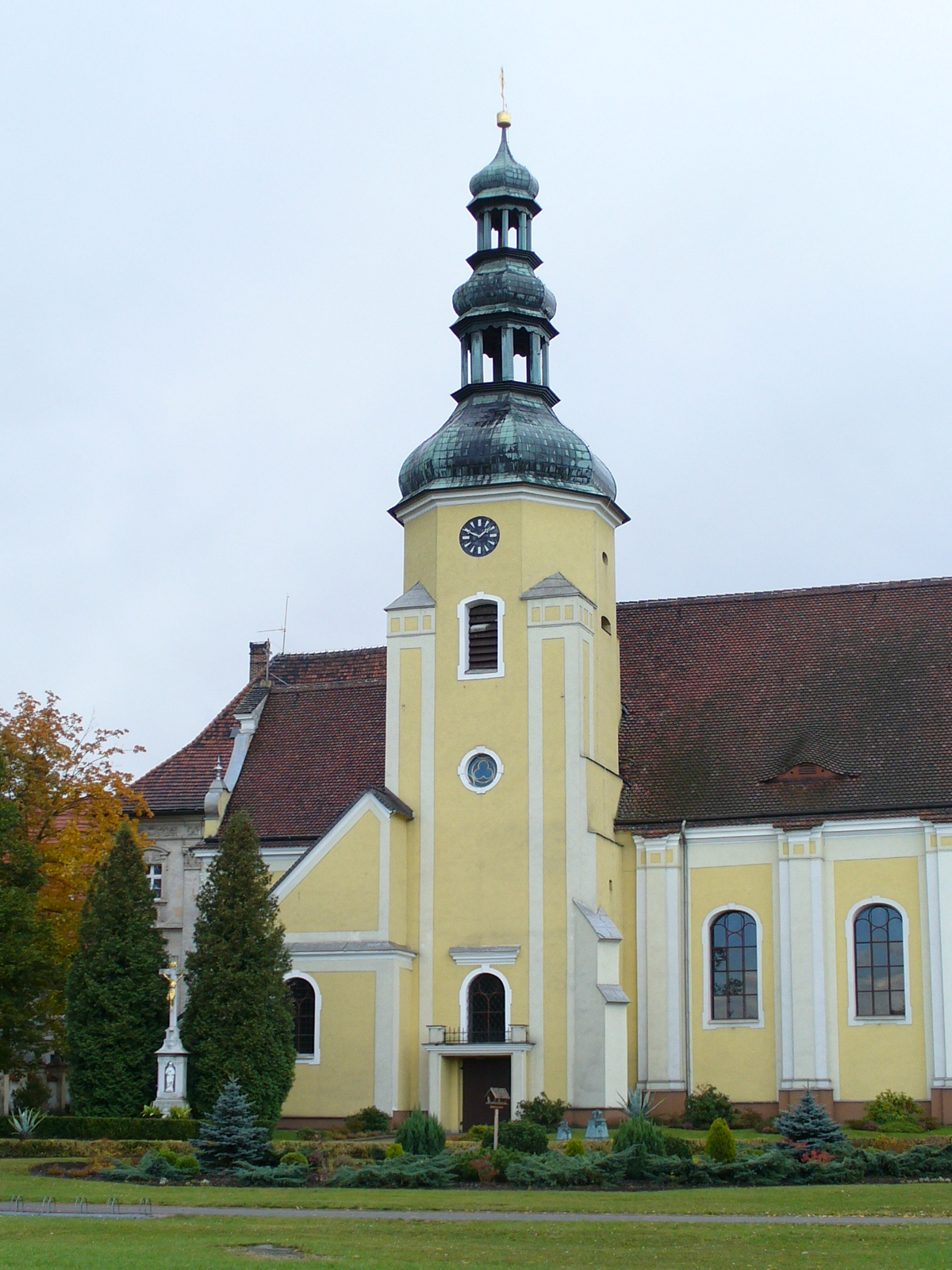
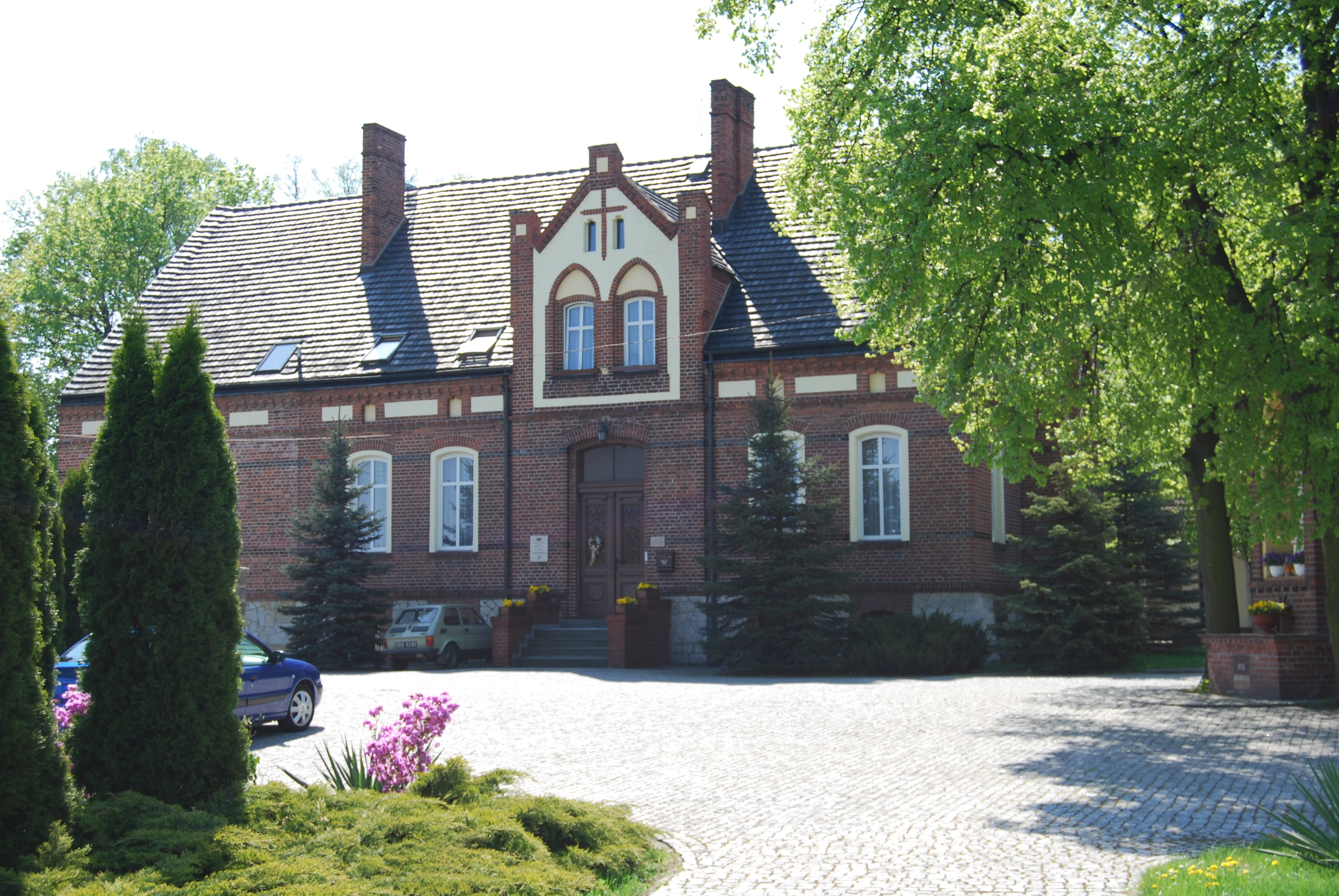
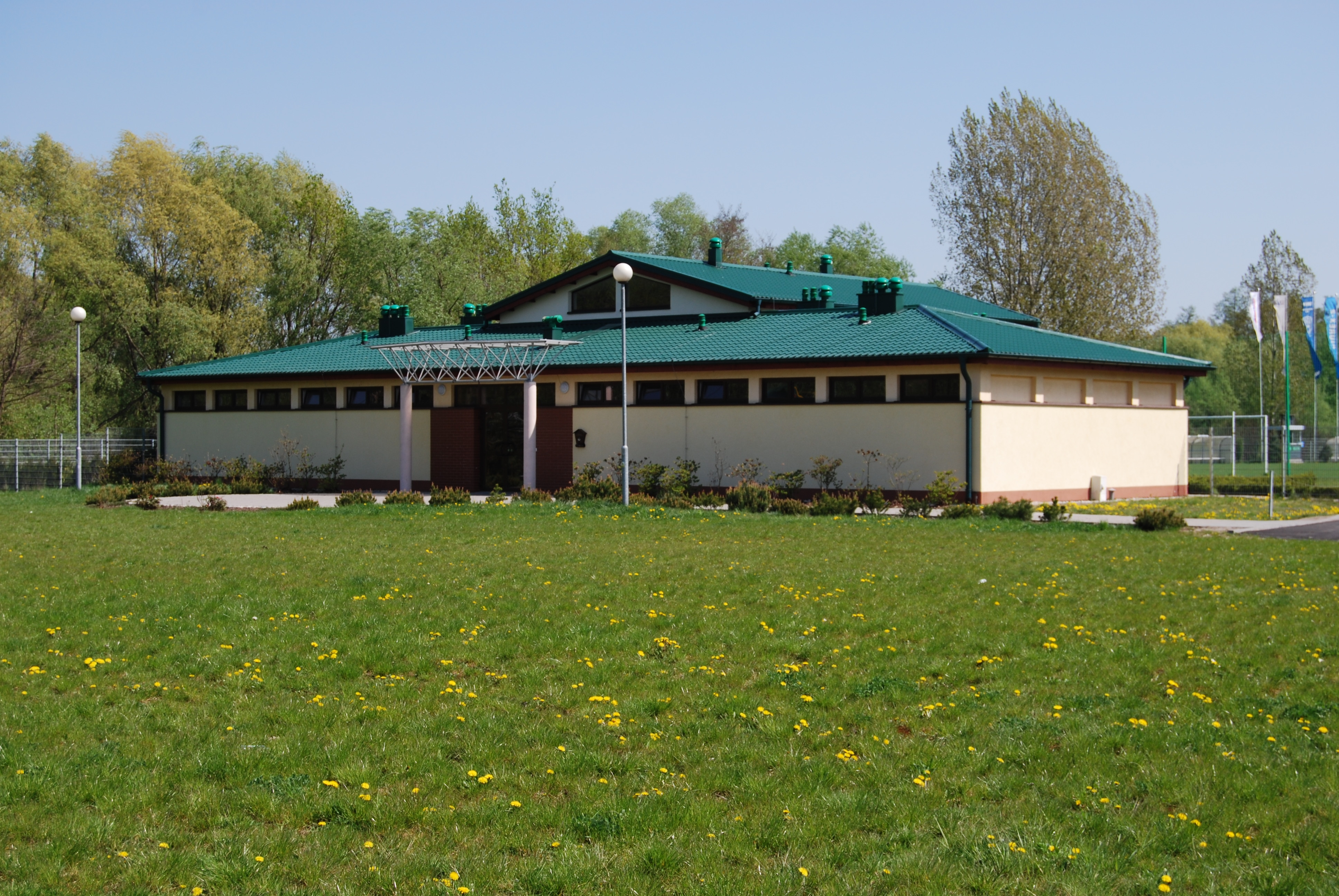

- Station Czarnowąsy